# Championnats d'Afrique de karaté 2014
Navigation
Édition précédente Édition suivante
Les championnats d'Afrique de karaté 2014, quinzième édition des championnats d'Afrique de karaté, ont lieu du 14 au 16 août 2014 à Dakar, au Sénégal.
228 athlètes de dix-huit nations participent à ces championnats : l'Afrique du Sud, le Bénin, le Burkina Faso, le Cameroun, la Côte d'Ivoire, l'Égypte, la Guinée, le Kenya, la Libye, le Mali, la Mauritanie, le Mozambique, le Niger, la République du Congo, la République démocratique du Congo, le Rwanda, le Sénégal et le Tchad. 

## Médaillés

### Hommes
| Épreuve           | Or                                                                                  | Argent | Bronze |
| ----------------- | ----------------------------------------------------------------------------------- | --- | --- |
| Kata              | Michael Du Plessis (RSA)                                                            | Luis Carlos Sousa (MOZ) | Ahmed Shawky (EGY) |
| Kata              | Michael Du Plessis (RSA)                                                            | Luis Carlos Sousa (MOZ) | Pierre Clery Aboya Baya (CMR) |
| Kata par équipe   | Égypte Ahmed Shawky Mohamed Hassan Zeyad Abdelrahman                                | Afrique du Sud Stef Biagioni Silvio Cerone Biagioni Marius Madgwick | Côte d'Ivoire Bakary Touré Alfred Wilfried Konanan Kouname Patrice N'Dri                                                               |
| Kata par équipe   | Égypte Ahmed Shawky Mohamed Hassan Zeyad Abdelrahman                                | Afrique du Sud Stef Biagioni Silvio Cerone Biagioni Marius Madgwick | Sénégal Mamadou Diallo Oumar Fall Papa Ousseynou Ndiaye Ablaye Talla Barry                                                             |
| Kumite −60 kg     | Saliou Diouf (SEN)                                                                  | Ahmed Kamal Salah (LBA) | Kodjobi Samuel Attobra (CIV) |
| Kumite −60 kg     | Saliou Diouf (SEN)                                                                  | Ahmed Kamal Salah (LBA) | Mouhamat Sy (GUI) |
| Kumite −67 kg     | Nardy Bikoka Mbako (CGO)                                                            | Mohamed Magdy (EGY) | Jan Adriann Booyens (RSA) |
| Kumite −67 kg     | Nardy Bikoka Mbako (CGO)                                                            | Mohamed Magdy (EGY) | Christian Fabrice Ndougsa Atsa (CMR)                                                                                                   |
| Kumite −75 kg     | Mohamed Mohamed (EGY)                                                               | Gebril Mohamed (LBA) | Mouhamed Mboup (SEN) |
| Kumite −75 kg     | Mohamed Mohamed (EGY)                                                               | Gebril Mohamed (LBA) | Armel Djimbaye (CHA) |
| Kumite −84 kg     | Mohamed El Kotby (EGY)                                                              | Papin Bosiobola (COD) | Morgan Moss (RSA) |
| Kumite −84 kg     | Mohamed El Kotby (EGY)                                                              | Papin Bosiobola (COD) | Aimé Casimir Bounda (CGO) |
| Kumite +84 kg     | Ossama Mansour (EGY)                                                                | Graphey Bazale (CGO) | Mame Cheikhi Fall Ndiaye (SEN) |
| Kumite +84 kg     | Ossama Mansour (EGY)                                                                | Graphey Bazale (CGO) | Théophile Silga (BUR) |
| Kumite par équipe | Égypte Mohamed Mohamed Ossama Mansour Mohamed Magdy Hany Shakr Keshta Ahmed Elasfar | Cameroun Cyrille Messako Messako Innocent Yves Andegue Mbia Etienne Martial Nonagni Bayomog Georges Franck Olivier Kamwa Nounamo Christian Fabrice Ndougsa Atsa Martial Franklin Noah Otabela Igor Bonguen Bissay Missipo | Afrique du Sud Sandile Makgwali Christopher Kotze Willem Boshoff Jan Adriann Booyens Morgan Moss Balungile Ngcofe Theogran Pillay      |
| Kumite par équipe | Égypte Mohamed Mohamed Ossama Mansour Mohamed Magdy Hany Shakr Keshta Ahmed Elasfar | Cameroun Cyrille Messako Messako Innocent Yves Andegue Mbia Etienne Martial Nonagni Bayomog Georges Franck Olivier Kamwa Nounamo Christian Fabrice Ndougsa Atsa Martial Franklin Noah Otabela Igor Bonguen Bissay Missipo | Sénégal Mame Cheikhi Fall Ndiaye El Hadi Ibrahim Mbaye Moussa Ndoye Birama Gueye Mouhamad Diagne Cheikhou Oumar Kane Abdou Lahad Cissé |

### Femmes
| Épreuve           | Or                                                                   | Argent | Bronze                                                                                                |
| ----------------- | -------------------------------------------------------------------- | --- | --- |
| Kata              | Sarah Sayed (EGY)                                                    | Maxine Willemse (RSA)                                                                                       | Tasseyni Aissata Ballo (MLI)                                                                          |
| Kata              | Sarah Sayed (EGY)                                                    | Maxine Willemse (RSA)                                                                                       | Irene Bechane (MOZ)                                                                                   |
| Kata par équipe   | Égypte Randa Abdelaziz Mai Salama Shaimaa Soliman                    | Cameroun Sylvie Viviane Ambani Jacqueline Ornela Ngo Hiol Hiol Alexandra Verica Ekani Ekani Blandine Angama | Sénégal Fatimata Sylla Sokhna Awa Seck Diéwo Wane Matty Doukar                                        |
| Kata par équipe   | Égypte Randa Abdelaziz Mai Salama Shaimaa Soliman                    | Cameroun Sylvie Viviane Ambani Jacqueline Ornela Ngo Hiol Hiol Alexandra Verica Ekani Ekani Blandine Angama | Bénin Juantia Daizo Oceanne Ganiero Rokiyath Moustapha                                                |
| Kumite −50 kg     | Areeg Rashed (EGY)                                                   | Maguette Mbaye (SEN)                                                                                        | Sylvie Viviane Ambani (CMR)                                                                           |
| Kumite −50 kg     | Areeg Rashed (EGY)                                                   | Maguette Mbaye (SEN)                                                                                        | Laeticia Bazié (BUR)                                                                                  |
| Kumite −55 kg     | Yassmin Attia (EGY)                                                  | Oceanne Ganiero (BEN)                                                                                       | Marianne Ndiaye (SEN)                                                                                 |
| Kumite −55 kg     | Yassmin Attia (EGY)                                                  | Oceanne Ganiero (BEN)                                                                                       | Rosine Joelle Tchuako (CMR)                                                                           |
| Kumite −61 kg     | Giana Lotfy (EGY)                                                    | Magatte Seck (SEN)                                                                                          | Joyce Juma (KEN)                                                                                      |
| Kumite −61 kg     | Giana Lotfy (EGY)                                                    | Magatte Seck (SEN)                                                                                          | Toumko Sylla (MLI)                                                                                    |
| Kumite −68 kg     | Fatma Alzahraa Mahmoud (EGY)                                         | Mame Fatou Thiaw (SEN)                                                                                      | Solange Ingabire (RWA)                                                                                |
| Kumite −68 kg     | Fatma Alzahraa Mahmoud (EGY)                                         | Mame Fatou Thiaw (SEN)                                                                                      | Meghan Booyens (RSA)                                                                                  |
| Kumite +68 kg     | Blandine Angama (CMR)                                                | Shymaa Mohaned Alsayed (EGY)                                                                                | Latifatou Soro (BUR)                                                                                  |
| Kumite +68 kg     | Blandine Angama (CMR)                                                | Shymaa Mohaned Alsayed (EGY)                                                                                | Nicole Luther (RSA)                                                                                   |
| Kumite par équipe | Égypte Shymaa Mohaned Alsayed Yassmin Attia Giana Lotfy Areeg Rashed | Sénégal Toutou Fall Mbayang Senghor Magatte Seck Khady Nguirane Dieng                                       | Cameroun Sylvie Viviane Ambani Stella Ogandoa Nsioma Dorcas Grace Patience Ngo Boumal Blandine Angama |
| Kumite par équipe | Égypte Shymaa Mohaned Alsayed Yassmin Attia Giana Lotfy Areeg Rashed | Sénégal Toutou Fall Mbayang Senghor Magatte Seck Khady Nguirane Dieng                                       | Kenya Phanice Apiyo Shisia Joyce Juma Rose Wanjiku Susan Wangari                                      |